# Sylvia Bossu
Pour les articles homonymes, voir Bossu (homonymie).
Sylvia Bossu, née le 20 juin 1962 à Saint-Rémy (Saône-et-Loire) et morte le 15 juillet 1995 à Chamousset (Savoie), est une artiste française d'art contemporain.

## Biographie
Née en 1962 à Saint-Rémy, elle intègre l'École des Beaux-Arts de Dijon en 1981 où elle fait la connaissance d'artistes qui formeront son entourage comme Yan Pei-Ming ou Éric Colliard, avec qui elle aura un fils. Elle obtient son Diplôme National Supérieur d’Expression Plastique en juin 1988, année où elle commence à exposer.
Sylvia Bossu participe aux Ateliers du Musée d'Art moderne de Paris en 1992 et expose à Vienne, Anvers ou Munich l'une de ses œuvres les plus célèbres : des images filmées devant la tapisserie de l'Apocalypse sont broyées dans une broyeuse à papier devant les yeux des visiteurs. 
Elle meurt le 15 juillet 1995 dans un accident de voiture tandis qu'elle se rend au Festival d'Avignon,. En 2006, elle remporte à titre posthume le Prix Évelyne Encelot Femmes & Art pour l'ensemble de son œuvre.

## Thèmes
Sylvia Bossu s'inscrit dans un mouvement que Nicolas Bourriaud appelle « l’esthétique relationnelle », hérité des formes participatives de l'art des années 1960. Pour lui, « la forme ne prend sa consistance (et n’acquiert une réelle existence) qu’au moment où elle met en jeu des interactions humaines ; la forme d’une œuvre naît d’une négociation avec l’intelligible qui est donné en partage. À travers elle, l’artiste engage un dialogue. »
Ainsi dans l'œuvre de Bossu, les relations et interactivité que le spectateur entretient avec l'œuvre, d'autres visiteurs ou avec l'artiste lui-même prennent le dessus sur l'aspect formel de la création artistique. Beaucoup de ses créations détournent l'usage d'objets de la vie quotidienne. À la différence de Marcel Duchamp, elle utilise les ready-made pour créer la surprise, voire l'inconfort et le choc chez le visiteur. Claudia Hart, dans la revenu Art Press, décrit son œuvre comme une « recherche de l’expression brute, nue, de la douleur de l’être humain » où les machines, « placées en des agencements tautologiques, [deviennent] des métaphores d’aliénation, de séparation ou de mort. »

## Œuvres

### Arts plastiques
Alimentation T2 (1988) est un ensemble formé métronomes visuels et audibles, d'appareils de destruction d’insectes volants, d'une plaque de cuisson vitrocéramique à thermostat, de hottes électriques à air soufflant et de radiateurs infrarouge électriques à thermostat. Chaque objet crée par sa mise en marche une source lumineuse et/ou sonore qui détermine par son orientation et son type d’énergie (ultraviolet, infrarouge, cadran lumineux, etc.) une forme et une couleur.
Dans Miroir de courtoisie 1 (1988), le spectateur, en allant se positionner devant le miroir afin de s’y regarder, va couper, par son passage, une cellule photo-électrique qui déclenchera l’allumage d’un flash photographique. La lumière sature le miroir et le spectateur, ébloui, est dans l’impossibilité de voir son reflet.
La mémoire du passant (1991) : à l’entrée d’un couloir obscur, deux voyants vert et rouge indiquent si l’on peut entrer ou non. En entrant, le spectateur déclenche le voyant rouge et allume une première douche de théâtre située du côté de l’entrée, puis après cinq secondes, le temps pour lui de se mettre en situation d’acteur du côté de la sortie. La lumière baisse ensuite progressivement tandis qu'il se dirige vers la sortie. L’œuvre n'existe qu'à l'intervention d’un spectateur, dans le couloir comme dans sa mémoire.
Dans La mangeuse d'images (1992), le spectateur est invité à voir une dernière fois ses films personnels, avant de les détruire en les offrant à une broyeuse.
Au moment voulu (1995) prend la forme d'un hachoir à viande relié à un pèse-personne, de sorte que le hachoir débite de la viande crue lorsqu'une personne monte sur la balance. Le titre est inspiré du roman de Maurice Blanchot Au moment voulu, dans lequel est décrite par le narrateur une situation où il ressent l’existence d’une volonté qui le dépasse et qui l’englobe.

## Expositions
- 1989, Anne de Villepoix, Paris[8]
- 1991, Kubinski, Cologne[8]